# Sandro Finoglio
Sandro Finoglio Esperanza (Caracas, Venezuela; 3 de enero de 1973) es un actor, presentador de televisión, modelo y exmister venezolano. Ganador del Míster Venezuela 1997 y del Míster Mundo 1998.

## Biografía
Finoglio nació en Caracas, ganó el certamen de Míster Venezuela en 1997 y posteriormente se convirtió en el primer y único venezolano hasta la fecha en ganar la competencia de Míster Mundo en 1998. A partir de ese momento, Sandro siguió con su carrera de modelo y hasta probó suerte en la actuación, apareciendo en varias novelas americanas entre 2000 y 2006.
Finoglio realiza nuevas ocupaciones como deportista y empresario y se muda a Los Ángeles.

## Telenovelas
- Por todo lo alto (2006) - Enrique Álvarez
- Gata salvaje (2002-2003) - Maximiliano "Max" Robles Granados
- Secreto de amor (2001-2002) - Luciano Ibáñez
- Ellas, inocentes o culpables (2000) - Poncho